# Piletocera violalis
Piletocera violalis là một loài bướm đêm trong họ Crambidae.